# Hyacinthinae
Hyacinthinae es una subtribu de las escilóideas, perteneciente a la familia Asparagaceae.  
Comprende los siguientes géneros:

## Géneros
- Alrawia (Wendelbo) K. M. Perss. & Wendelbo
- Autonoe (Webb & Berthel.) Speta
- Barnardia Lindl.
- Bellevalia Lapeyr.
- Botryanthus Kunth = Muscari Mill.
- Brimeura Salisb.
- Chionodoxa Boiss. ~ Scilla L.
- Chouardia Speta ~ Scilla L.
- Endymion Dumort. = Hyacinthoides Heist. ex Fabr.
- Fessia Speta ~ Scilla L.
- Hyacinthella Schur
- Hyacinthoides Heist. ex Fabr.
- Hyacinthus L.
- Leopoldia Parl. = Muscari Mill.
- Muscari Mill.
- Muscarimia Kostel. ex Losinsk. =~ Muscari Mill.
- Nectaroscilla Parl. ~ Scilla L.
- Oncostema Raf.
- Othocallis Salisb. ~ Scilla L.
- Pfosseria Speta ~ Scilla L.
- Prospero Salisb.
- Pseudomuscari Garbari & Greuter =~ Muscari Mill.
- Puschkinia Adams
- Schnarfia Speta ~ Scilla L.
- Scilla L.
- Strangweja Bertol. = Bellevalia Lapeyr.
- Tractema Raf.
- Zagrosia Speta ~ Scilla L.